# Dax Shepard
Dax Randall Shepard (Milford, 2 januari 1975) is een Amerikaans acteur die met name in filmkomedies en parodieën verschijnt. Daarnaast was hij in 2003 en 2004 een van de vaste acteurs die in het televisieprogramma Punk'd bekende mensen in de maling namen, door ze in een lastig parket te brengen terwijl ze werden opgenomen met de verborgen camera. Sinds 2 maart 2010 speelt hij de rol van Crosby Braverman in de NBC televisieserie Parenthood.
Shepard kreeg in 2007 een relatie met Kristen Bell. Het stel verloofde zich in 2010, kreeg in 2013 een dochter en in 2014 nog een dochter.

## Filmografie
- The Buddy Games (2019)
- El Camino Christmas (2017)
- CHiPs (2017)
- The Boss (2016)
- The Judge (2014)
- Hit & Run (2012)
- When in Rome (2010)
- The Freebie (2010)
- Old Dogs (2009)
- Baby Mama (2008)
- Smother (2008)
- The Comebacks (2007)
- Cutlass (2007)
- Let's Go to Prison (2006)
- Employee of the Month (2006)
- Idiocracy (2006)
- Zathura: A Space Adventure (2005)
- Sledge: The Untold Story (2005)
- Without a Paddle (2004)
- Cheaper by the Dozen (2003)
- Hairshirt (1998)

## Televisieseries
- Bless This Mess - Mike (2019, zes afleveringen)
- The Ranch - Luke (2018-2020)
- The Good Place - Chet 2018, 1 episode)
- Wet Hot American Summer: Ten Years Later - Mikey (2017, twee afleveringen)
- SuperMansion - stem Titanium Dax (2017, drie afleveringen)
- Terrific Trucks - Digby and Trench (2016, vier afleveringen)
- Parenthood - Crosby Braverman (2010-2015, 103 afleveringen)
- King of the Hill - Zack (2004-2008, drie afleveringen)
- Robot Chicken - Human Torch e.a. (2005-2016, vier afleveringen)
- Life with Bonnie - Dr. Iskarr (2004, twee afleveringen)